# Alfred König
Alfred König, född 2 oktober 1913, död 1987, var en friidrottare från Österrike. Han deltog vid olympiska sommarspelen 1936.